# 邓垦
邓垦（1911年11月—2017年10月15日），原名邓先修，男，四川广安人，中国共产党及中华人民共和国官员，湖北省人民政府副省长，邓小平胞弟。

## 生平
1911年11月邓垦生于四川广安。1931年，进入上海国立暨南大学历史社会学系学习，与江上青为同窗。当时暨南大学文学院院长陈钟凡聘请了邓初民、李达、钱亦石等左派教授任教。1933年春因国民党当局干涉，暨南大学开除100多名左派学生，大多数是中共党员和共青团员。1933年冬，国民政府教育部下令将陈钟凡院长及左派教授一起赶走。1933年下学期，暨南大学在教育部的压力下，将历史社会学系改组为历史地理学系，删除了敏感的“社会学”字眼。在这种形势下，邓垦、江上青均未毕业便提前离校，1934年上学期该系仅有三名毕业生。
1935年9月邓垦加入中国共产主义青年团，1937年5月加入中国共产党。1939年9月到1940年3月，在延安抗日军政大学学习。1940年3月任延安抗日军政大学图书馆干事。1941年9月任延安解放日报社编辑。1945年6月起，历任东北吉林地委宣传部长，吉林分省委宣传部副部长、吉林地委宣传部部长。1947年春，任东北勃利县县长。1948年春，任东北佳木斯市市长、市委书记。1949年12月，任四川泸州专署专员。1951年6月，任重庆市教育局党委书记兼副局长。1952年，任重庆市教育局局长。1956年12月，任重庆市副市长。1966年6月，任武汉市人民委员会副市长，1966年8月下放“五七”干校劳动。因与邓小平的关系而被长期关押。1973年1月任武汉市革命委员会文教办公室主任、武汉市革命委员会副主任、中共武汉市委委员、常委。1979年3月起，历任中共武汉市委副书记、副市长，武汉市委书记、武汉市政协主席。1981年12月任湖北省人民政府副省长。
1982年从一线领导岗位退下。1982年11月任湖北省人民政府顾问。1983年11月任中共湖北省顾问委员会委员、湖北省人民政府顾问。1984年9月任中共湖北省顾问委员会委员、湖北省人民政府顾问、湖北省对外友好协会会长。1986年3月任中共湖北省顾问委员会委员、湖北省对外友好协会会长。1986年5月任湖北省对外友好协会会长，1986年12月离休。
2017年10月15日，邓垦在深圳病逝，享年106岁。

## 家庭
- 父：邓绍昌，先后娶四个妻子，共生育九个子女，活到成年的有七个（四男三女）。
- 母：邓淡氏，邓绍昌第二任妻子，二人育有五个子女，邓垦是次子。
  - 长姐：邓先烈
  - 长兄：邓小平，原名邓先圣
  - 二姐：邓先珍，夭折
  - 三弟：邓先治，又名邓蜀平
- 继母：萧氏，邓绍昌第三任妻子，二人育有一子。
  - 四弟：邓先清
- 继母：夏伯根，邓绍昌第四任妻子，与前夫唐惠民育有一女，与邓绍昌育有二女。
  - 妹：邓先芙，夏伯根与前夫唐惠民所生
  - 妹：邓先蓉，夭折，夏伯根与邓绍昌所生
  - 妹：邓先群，夏伯根与邓绍昌所生
- 妻：丁华
- 子：邓野，中国社会科学院近代史研究所研究员[6]